# Discodoris purcina
Discodoris purcina är en snäckart som beskrevs av Ev. Marcus och Er. Marcus 1967. Discodoris purcina ingår i släktet Discodoris och familjen Discodorididae. Inga underarter finns listade i Catalogue of Life.